# Peter Brotschi
Peter Brotschi (* 26. Mai 1957 in Grenchen) ist ein Schweizer Journalist, Buchautor und Politiker (CVP).

## Leben
Peter Hermann Brotschi entstammt einer Familie, die nachweisbar um das Jahr 1500 dem Lauf der Aare folgend in Selzach SO am Jurasüdfuss angekommen ist. Aufgewachsen ist er mit zwei Brüdern und einer Schwester in Grenchen und Trimbach. Nach der Ausbildung zum Primarlehrer in Solothurn stieg er als freier Mitarbeiter in den Journalismus ein, wechselte nach siebenjähriger Lehrer- und Schreibtätigkeit 1986 als Redaktor zur Solothurner Zeitung, wo er für die kantonale Politik zuständig war. 1989 wurde er Redaktionsleiter Grenchner Tagblatt. Ab 1992 amtete er als Stadtschreiber-Stellvertreter von Grenchen. Von 1994 bis 2002 war er Chefredaktor der Luftfahrtzeitschrift AeroRevue. Danach arbeitete er auf seinem angestammten Beruf als Primarlehrer und als freier Autor, vor allem im Fachbereich Luftfahrt. Seit 2018 ist er als freier Autor tätig.
Als Buchautor trat er ab 1985 mit zwei Erzählungen mit kriminalistischem Hintergrund an die Öffentlichkeit. Anschliessend folgten vier Bücher über aviatische Themen, vor allem aus dem Bereich der Schweizer Luftwaffe. Das letzte Werk "Gebrochene Flügel – alle Flugunfälle der Schweizer Luftwaffe" arbeitete erstmals dieses Kapitel der Schweizer Militär- und Luftfahrtgeschichte auf. 2013 erschien das autobiografische Werk "Ein wenig des Himmels für mich" und 2018 sein Debütroman "Biders Nacht".
Peter Brotschi besass mit 18 Jahren den Segelflugausweis und wechselte später zum Motorflug. Seine fliegerische Tätigkeit benutzt er hauptsächlich für Landschaftsaufnahmen. Er dokumentiert dabei vor allem die Zersiedelung der Schweiz. 
Im Jahr 2010 trat er als Aviatik-Experte in der Serie des Schweizer Fernsehens zum Jubiläum "100 Jahre Schweizer Luftfahrt" auf. Sieben Beiträge und eine Schwerpunktwoche vom 19. bis 23. Juli 2010 im Sendegefäss "Schweiz aktuell".

### Politik
2007 kandidierte er für die Christlichdemokratische Volkspartei (CVP) als Quereinsteiger für die Nationalratswahlen, wurde aber nicht gewählt. Anlässlich der ordentlichen Erneuerungswahlen wurde er im Frühling 2009 für die CVP in den Kantonsrat des Kanton Solothurn gewählt.
In der Legislaturperiode 2009–2013 gehörte er der Sozial- und Gesundheitskommission an und der Interparlamentarischen Kommission Fachhochschule Nordwestschweiz (IPK FHNW). Dieses Kommission präsidierte er in den Jahren 2010/2011. Im Jahr 2012 war er Präsident der Spezialkommission zum Neubau des Bürgerspitals Solothurn. Die Kandidatur für die Gesamterneuerungswahlen in den Nationalrat im Oktober 2011 endete für ihn auf dem Platz des 1. Ersatzes.
2013 erfolgte die Wiederwahl in den Kantonsrat. Er nahm Einsitz in der Bildungs- und Kulturkommission sowie weiterhin in der IPK FHNW. 2014 war er Präsident des Kantonsrats. 2017 wurde er wieder in den Kantonsrat gewählt sowie in den Gemeinderat (Exekutive) der Stadt Grenchen. Im Kantonsrat ist er Vizepräsident der Geschäftsprüfungskommission.
Im Oktober 2018 wurde er Präsident des Bürgergemeinden- und Waldeigentümer-Verbandes des Kantons Solothurn (BWSo). 

### Militär
1978 absolvierte die Fliegerrekrutenschule am Militärflugplatz Payerne, 1979 die Unteroffiziersschule, gefolgt im Frühling 1980 von der Offiziersschule in Dübendorf. Von 1980 bis 2010 diente er als Milizoffizier in der Schweizer Luftwaffe, zuletzt kommandierte er den Fachstab Kommunikation der Luftwaffe im Rang eines Majors.
Peter Brotschi ist Vater von zwei erwachsenen Kindern.

## Bibliografie
- Liebe einer Fasnacht. kriminalistische Erzählung. Cornfeld-Verlag, Basel 1985, ISBN 3-905310-12-0.
- Brandteufel. kriminalistische Erzählung. Cornfeld-Verlag, Basel 1987, ISBN 3-905310-30-9.
- Regionalflugplatz Grenchen. Vogt-Schild, Solothurn 1991, ISBN 3-85962-097-5.
- Rotoren und Flügel. Lufttransporte in der Schweizer Armee. Vogt-Schild, Solothurn 1995, ISBN 3-85962-103-4.
- Jets über der Schweiz – Menschen und Flugzeuge, Ausbildung und Einsätze in der Schweizer Luftwaffe. Schück-Verlag, Adliswil 1998, ISBN 3-9520906-3-8.
- Gebrochene Flügel – Alle Flugunfälle der Schweizer Luftwaffe. 6. Auflage. Verlag Orell Füssli, Zürich 2014, ISBN 978-3-280-06126-8.
- Ein wenig des Himmels für mich – Reportagen und Erlebnisse eines Fliegers und Aviatikjournalisten. aeropublications.ch, Teufen 2013, ISBN 978-3-033-04211-7.
- Biders Nacht. Roman. Knapp Verlag, Olten 2018, ISBN 978-3-906311-50-0.